# Cunaxoides coecus
Cunaxoides coecus är en spindeldjursart som först beskrevs av Oudemans 1931.  Cunaxoides coecus ingår i släktet Cunaxoides och familjen Cunaxidae. Inga underarter finns listade i Catalogue of Life.